# Clark Duke
Clark Duke (født 5. maj 1985 i Glenwood, Arkansas i USA) er en amerikansk skuespiller. Sammen med sin bedste ven Michael Cera, skabte, skrev, instruerede og producerede han internetserien Clark and Michael, hvor han spiller en fiktiv version af sig selv. Det 1. afsnit blev instrueret af Duke, da han lærer om film på Loyola Marymount University. Clark havde sin første hovedrolle i en spillefilm i 2008, hvor han spillede rollen som Lance i ungdomskomediefilmen Sex Drive.